# Kroatien vid världsmästerskapen i friidrott 2022
Kroatien tävlade vid världsmästerskapen i friidrott 2022 i Eugene i USA mellan den 15 och 24 juli 2022. Kroatien hade en trupp på fem idrottare.

## Medaljörer
| Medalj | Idrottare       | Gren            | Datum   |
| ------ | --------------- | --------------- | ------- |
| Silver | Sandra Perković | Damernas diskus | 20 juli |

## Resultat

### Herrar
Teknikgrenar
| Idrottare        | Gren        | Kval    | Kval      | Final            | Final            |
| Idrottare        | Gren        | Distans | Placering | Distans          | Placering        |
| ---------------- | ----------- | ------- | --------- | ---------------- | ---------------- |
| Filip Mihaljević | Kulstötning | 21,17 m | 7 0q0     | 21,82 m          | 6                |
| Martin Marković  | Diskus      | 60,59 m | 23        | Gick inte vidare | Gick inte vidare |

### Damer
Teknikgrenar
| Idrottare       | Gren          | Kval               | Kval               | Final            | Final            |
| Idrottare       | Gren          | Distans            | Placering          | Distans          | Placering        |
| --------------- | ------------- | ------------------ | ------------------ | ---------------- | ---------------- |
| Sandra Perković | Diskus        | 64,23 m            | 7 0Q0              | 68,45 m 0SB0     | 2                |
| Marija Tolj     | Diskus        | 61,46 m            | 10 0q0             | 63,07 m          | 8                |
| Sara Kolak      | Spjutkastning | Inget giltigt kast | Inget giltigt kast | Gick inte vidare | Gick inte vidare |